# Ljudska univerza Kranj
Ljudska univerza Kranj ima sedež na Cesti Staneta Žagarja 1 (Kranj), kjer izvaja svetovanje in izobraževalne programe za odrasle. Ljudska univerza Kranj nudi odraslim kakovostne možnosti za pridobitev formalne izobrazbe ali usposobljenosti za opravljanje določenega poklica, za razvoj različnih kompetenc (komunikacija, tuji jeziki, digitalna znanja, socialne kompetence, samoiniciativnost, podjetnost) in za pridobitev drugih znanj in spretnosti, ki jih odrasli v različnih obdobjih življenja potrebujejo. 
V upravljanju pa ima tudi stavbo na Cesti talcev 7 (Kranj), kjer izvaja dejavnost medgeneracijskega sodelovanja. 

## Zgodovina

### Ustanovitev Delavske univerze Kranj
Delavska univerza Kranj je bila ustanovljena z odlokom o ustanovitvi 26.11.1959 s strani Občinskega ljudskega odbora Kranj. Naloga zavoda je bila sodelovati pri usposabljanju odraslih oseb za opravljanje družbenih opravil in pomagati pri njihovem splošnem in strokovnem izobraževanjem. Zavod je gospodaril s premoženjem, ki se mu ga je dodelilo in ki si ga je pridobil iz lastnih sredstev in dotacij. Zavod je bil finančno samostojen.
Zaradi velike potrebe po izobraževanju odraslih je Delavska univerza Kranj kmalu izvajala množico raznolikih programov. Po vojni se je v Sloveniji pospešeno gradila industrija in razvijalo gospodarstvo, ki je potrebovalo strokovno izobražen kader. Ker zaposleni tovrstno izobrazbo niso dobili v šolah, je za njihovo izobraževanje poskrbela Delavska univerza v sodelovanju s podjetji in zunanjimi strokovnjaki. Stavba je kmalu postala premajhna za vse programe, zato so bili primorani najeti prostore tudi drugod.
Sedež Delavske univerze Kranj je bil ob ustanovitvi Park svobode 2, Kranj (današnja Gimnazija Kranj). 26.9.1963 pa se Delavska univerza Kranj seli v nove prostore, v Slavčevo vilo, na Cesti Staneta Žagarja 1, Kranj, kjer se nahaja še danes.
10.7.1965 se po odločbi skupščine občine Kranj ime Delavske univerze spremeni v Delavska univerza »Tomo Brejc« Kranj.
31.3.1966 skupščina občine Kranj izda soglasje k odločbi o ustanovitvi osnovne šole za odrasle, ki jo je sprejela delovna skupnost Delavske univerze Tomo Brejc Kranj z dne 24.3.1966. 
12.8.1966 je Delavska univerza »Tomo Brejc« Kranj vložila zahtevek za vpis spremembe dejavnosti v register na Okrožno gospodarsko sodišče v Ljubljani. Predmet poslovanja delavske univerze je odslej postala organizacija in izvajanje družbenega izobraževanja in vzgoje, pa tudi osnovno, splošno in strokovno izobraževanje, ki jih narekujejo potrebe in interesi občanov ter delovnih in družbeno političnih organizacij.

#### Program izobraževalnih nalog Delavske univerze Kranj
S sprejetjem republiškega zakona o izobraževalnih organizacijah  iz leta 1971 so delavske univerze kot izobraževalne institucije postale del enotnega vzgojno – izobraževalnega sistema SRS. Zakon je tudi določal, da mora delavska univerza poleg drugih pogojev imeti tudi program izobraževalnih nalog, ki jih trajno opravlja. 
V sedemdesetih letih se je  poleg družbenega izobraževanja, splošnega izobraževanja in osnovne šole izvajala tudi šola za življenje in šola za starše, ki jih je financirala temeljna izobraževalna skupnost Kranj (oz. občina Kranj).
Leta 1988 je bila ustanovljena tudi Avto šola pri Delavski univerzi »Tomo Brejc« Kranj, ki je delovala do leta 1991. Avtošola je imela skromen vozni park – 4 do 5 vozil. Prva vozila so bila znamke Zastava Yugo in Zastava 750 –»fičo«.
Iz poročila finančne realizacije v letih 68 -71 je razvidno, da je bilo zanimanje gospodarskih in drugih organizacija za izobraževalne programe vedno večje. Tudi delež samoplačnikov se je iz leta v leto večal.
Posledično se je tudi večalo število zaposlenih in zunanjih sodelavcev.

#### Delavska univerza Kranj in vpetost v regionalno okolje
Delavska univerza Kranj je bila v preteklosti tako kot danes Ljudska univerza Kranj zelo vpeta v dogajanje občine in življenje občanov v ožji in širši regiji, saj je bila in je še vedno po dejavnosti največja delavska oz. ljudska univerza v regiji. 
Ob družbeno politični podpori skupnosti je skozi leta utrjevala svoj ugled in poslanstvo. Prispevala je k dvigu izobrazbe v regiji in s tem k zmanjšanju kadrovskih neskladij  in k rasti splošne kulture in znanja. Njen program vzpodbuja k izobraževanju tako na strokovnem kot tudi na splošno izobraževalnem področju.
Delavska univerza je v času od svojega nastanka pa do danes poleg izobraževalne dejavnosti vseskozi izvajala tudi svetovalno dejavnost. V preteklosti je skrbela tudi za učila in učne pripomočke ter gradila svojo tiskarsko službo.
V letih 1991 – 1995 se Delavska univerza »Tomo Brejc« Kranj preimenuje v Ljudsko univerzo Kranj in poslopje dobi današnji videz. 